# Frédéric-Désiré Hillemacher
Pour les articles homonymes, voir Hillemacher.
Frédéric-Désiré Hillemacher est un graveur français né à Bruxelles le 23 juin 1811 et mort à Paris 2e le 28 octobre 1886.

## Biographie
Fils de Jean Guillaume Hillemacher (1784-1867), directeur de la Compagnie des quatre canaux, poète et fabuliste, chevalier de la Légion d'honneur, et de Wilhelmine Christine Faber (fille du peintre Jean-Herman Faber et sœur du graveur Frédéric Théodore Faber), frère du peintre Eugène-Ernest Hillemacher, il se fait connaître comme graveur à l’eau-forte. Il entre à treize ans à la Compagnie des quatre canaux dont son père, Guillaume Hillemacher était directeur. Il y restera soixante ans. Ce n’est que dans ses moments de loisir qu’il se consacre à la gravure ou à la musique. Roger Portalis le décrit comme un érudit, très « moliériste » dans ses choix artistiques et thématiques : « Homme aimable et modeste, il vécut heureux, avec une quadruple passion : son foyer, l’eau-forte, Molière et son violon ».  

« Encore un de ceux qui ont eu la fortune d’attacher leur nom à un livre illustré fait sur une formule nouvelle. Le Molière imprimé à Lyon, pour lequel il a gravé à l’eau-forte des petites têtes de pages ingénieusement composées par son frère Ernest et d’autres artistes, le Molière d’Hillemacher, comme on l’appelle, assurera la survie de son nom. Se faire l’illustrateur de Molière, quel moyen pour un artiste de sauver à tout jamais sa mémoire de l’oubli ! F. Hillemacher avait un goût particulier pour l’exécution des portraits de petit format, d’après des documents originaux. Il eut l’intéressante idée de graver ainsi, d’après des portraits contemporains, les acteurs et actrices des XVIIe et XVIIIe siècles et du commencement du XIXe, en quatre recueils estimés, connus sous le nom de Troupe de Molière, de Voltaire, de Nicolet et de Talma. »

Il est le beau-père du mathématicien Maurice d'Ocagne.

## Œuvres

### Sujets divers, (pièces de petit format)
- Frédéric Hillemacher, 1853, in-8. — Le même, coiffée d’un chapeau rond , 1864, in-12. — Ernest Hillenacher, 1843, in-12.
- La grazia, giovielle di Roma, 1846 ; — La rosa, giovanetta di Roma, 1849 ; deux p. in-12. Ces têtes de femmes sont deux petits chefs-d’œuvre de gravure à l’eau-forte. On connaît un second tirage de la Grazia avec le titre Andréa et la date Bastia, 1860.
- La Vierge au coussin vert d’après Solari, in-4° et in-8°. — Portrait de jeune homme d’après Francia — Salutaris Hostia d’après Joanes, 1849 — Saint Bruno d’après Carrache — Le Vidrecome d’après Téniers — Un buveur, id. — Paysan appuyé sur un bâton, id. — Joueur de cornemuse, id. (L’Artiste) — Buveurs ; Paysan assis : L’Homme à la brebis ; Homme debout d’après Ostade — Tète de vieillard, d’après Rembrandt — Divers types d’après G. Vischer, Van Vliet, Ad. Brauwer. — Le Confortable hollandais  d’après Van Stry — Poseur d’or d’après F. H. — La Pèche sur le canal d’après Van Goyen — etc.
- Types flamands d’après F. Faber, titre et série in-32° : Un cafetier de Paris en 1754 d’après Boucher — La Frileuse (Mlle  Meyer) d’après Prud’hon — Un supplice à Rome d’après Géricault — Une cuisine d’après Wilkie — Le Poseur d’or d’après Robert et Fleury — La Cungela d’après Ernest Hillemacher.

### Médailles romaines
- Types orientaux

### Portraits, in-8° ou in-12°, d’après divers
- Raphaël — Jean Bellin — Titien — Charles VIII, d’après Léonard de Vinci — François 1er d’après le Titien. — Henri III — Antoine de Bourbon — Jeanne d’Albret — Gaston d’Orléans — Marguerite, femme de Philibert II — Simon Vouet — Ad. Van Ostade — Le maréchal Fabert — Riquié, jardinier de Boileau — Raymond de La Fage — Lépicié — Profil de Voltaire — Voltaire et Lekain — Nestor L’hôte — Edm. Moore — Locatelli — Appiani — Camuccini — Canova — Cimarosa — Zingarelli — Flora Géraldy — Plonski, peintre-graveur — Norblin, graveur[2] — Sauveur Le Gris (1754-1834), graveur à l’eau-forte — Prud’hon — Xavier de Maistre — Roland de la Platière, inspecteur des manufactures à Lyon, d’après Lemoine — Bailly d’après Duplessis — Favras, médaillon d’après David — Robespierre, d’après un portrait de la collection Marcille, première planche, abandonnée — Le même, seconde planche, publiée — Saint-Just d’après David. — Lucile Desmoulins — Marat — Marat dans sa baignoire — Albertine Marat — Mlle de Gorday — Danton, d’après David — Fouquier-Tinville — Collot d’Herbois — Marceau — Louis XVII — Le général Dallemagne.
- La Troupe de Molière, Lyon, Perrin, 1858, in-8°.Titre complet :Galerie historique des portraits des comédiens de la Troupe de Molière, gravés à l’eau-forte, sur des documents authentiques par Frédéric Hillemacher, dédié à la Comédie-Française. Planches tirées par Delâtre. Première édition tirée à 100 exemplaires ; seconde édition en 1869.
- La Troupe de Voltaire, Lyon, Scheuring, 1865, in-8°.
- La Troupe de Talma, notices d'E. de Manne, Lyon, Scheuring, 1866, in-8°.
- La Troupe de Nicolet, notices de Manne et Ménétrier, Lyon, Scheuring, 1869, in-8°.
- Le Cirque Franconi, détails historiques… par une chambrière en retraite, Perrin et Marinet, 1875, in-8°.Portraits d’Antonio Franconi, Laurent Franconi, Adolphe Franconi, Victor Franconi.
- Le Lutrin, nouvelle édition avec vignettes d’après Ernest Hillemacher, 1862. Boileau et son jardinier (frontispice), et suite de têtes de pages.
- Le Théâtre de Jean-Baptiste Poquelin de Molière, collationné minutieusement sur les premières éditions…, 8 vol., Lyon, Scheuring (imp. Louis Perrin), 1864-70, in-8°.Portrait, et vignettes tètes-de-pages pour chaque acte, d’après Gastelli, Philippoteaux. Sorieul, Chazal, Ernest Hillemacher. — On ajoute au livre la Cérémonie du malade imaginaire (Perrin, 1870), avec une eau-forte d’Hillemacher. Ce Molière, (que dans le langage de librairie on appelle indifféremment le Molière de Lyon, le Molière de Scheuring, le Molière de Perrin ou le Molière d’Hillemacher) fit grande sensation lorsqu’il parut. Il inaugurait la mode d’imprimer nos classiques avec la vieille orthographe, et en caractères elzéviriens. Au point de vue de la lecture, c’est tout ce qu’il y a de moins pratique (nous avons déjà touché cette question : voyez tome II, page 70, note), mais le Molière illustré par Hillemacher n’en demeure pas moins un beau spécimen de l’imprimerie Lyonnaise. Le tirage a été de 300 exemplaires sur papier teinté, plus 65 sur grands papiers, 3 sur vélin. Les exemplaires ordinaires sur papier teinté sont les plus élégants et les mieux venus. Il y a eu 2 ou 3 exemplaires sur Chine (3000 fr. en 1888). Il existe des suites des figures sur Chine volant, qu’on peut insérer dans d’autres éditions de Molière. Elles ont été tirées après les suites dans le texte. (Brivois.) Les volumes, pas trop épais du dos, se prêtent facilement à une illustration additionnelle. Certains bibliophiles y ajoutent les suites de Foulquier, de Lalauze, de Leloir et d’Hédouin, pour avoir en un seul ouvrage l’ensemble des illustrations à l’eau-forte exécutées pour Molière depuis vingt-cinq ans.
- Théâtre de Jean Racine, 4 vol., Jouaust, 1873-74, in-8°.Portrait, et vignettes tètes-de-pages pour chaque acte, d’après Ernest Hillemacher.
- Louis Antoine Vidal, Les Instruments à archet, 3 vol., Claye, 1876-78, in-4°.

Comprend 112 planches d’Hillemacher : instruments de musique, portraits et marques de luthiers et de fabricants d’archets, portraits des musiciens qui ont composé de la musique de chambre, typographie musicale, autographes de compositeurs. Deux planches représentent une séance de musique de chambre en 1635 et en 1878 ; cette dernière donne les portraits du quatuor Allard, Garcin, Trombetta, Franchomme, avec cette légende :
Ô musique de chambre, ô divine harmonie
Délices du foyer, noble plaisir de l’art
Où trouver, s’il vous plaît, meilleure compagnie
Que ces petits portraits, à qui sourit Mozart.
Dans le troisième volume de ce curieux ouvrage, on trouve le catalogue général de ce qui existe en morceaux de musique de chambre ; duos, trios, quatuors, etc.

### Ex-libris, etc.
- Ex-libris Frédéric Hillemacher — Carte de Ernest Hilleruacher, ovale, in-8° en 1 — Ex-libris Georges Champion — Marque L. F. J. Van den Zande — Ex-libris Eugène Piot. Hillemacher a légué au Cabinet des estampes son œuvre, en épreuves d’artiste. Un autre œuvre, très complet, appartient à Mme Hillemacher. On y remarque, comme raretés : quelques lithographies, qui datent de 1828 ; — plusieurs planches du Lutrin, du Molière et du Racine qui ont été abandonnées pour être recommencées ; — puis, tous les premiers états des vignettes du Molière, etc. ; — enfin, les premiers états des portraits des Troupes. Ces états ne diffèrent pas très sensiblement, d’ailleurs, des états terminés. II n’en a point été mis de suites dans la circulation.